# Tiro nos Jogos Paralímpicos de Verão de 2020
As competições de tiro nos Jogos Paralímpicos de Verão de 2020 foram disputadas entre 30 de agosto a 5 de setembro de 2021 no Asaka Shooting Range, em Tóquio, Japão. Os atletas que disputaram o tiro possuem deficiência física e se locomovem por cadeira de rodas.

## Medalhistas

### Evento Masculino
| Evento                                       | Ouro                                                | Prata                         | Bronze                           |
| -------------------------------------------- | --------------------------------------------------- | ----------------------------- | -------------------------------- |
| Pistola 10 metros SH1 (Detalhes)             | Yang Chao CHN China                                 | Huang Xing CHN China          | Singhraj Adhana IND Índia        |
| Rifle em pé 10 metros SH1 (Detalhes)         | Dong Chao CHN China                                 | Andrii Doroshenko UKR Ucrânia | Park Jin-ho KOR Coreia do Sul    |
| Rifle três posições 50 metros SH1 (Detalhes) | Abdullah Sultan Alaryani UAE Emirados Árabes Unidos | Laslo Šuranji SRB Sérvia      | Shim Young-jip KOR Coreia do Sul |

### Evento Feminino
| Evento                                       | Ouro                     | Prata                           | Bronze                      |
| -------------------------------------------- | ------------------------ | ------------------------------- | --------------------------- |
| Pistola 10 metros SH1 (Detalhes)             | Sareh Javanmardi IRI Irã | Ayşegül Pehlivanlar TUR Turquia | Krisztina Dávid HUN Hungria |
| Rifle em pé 10 metros SH1 (Detalhes)         | Avani Lekhara IND Índia  | Zhang Cuiping CHN China         | Iryna Shchetnik UKR Ucrânia |
| Rifle três posições 50 metros SH1 (Detalhes) | Zhang Cuiping CHN China  | Natascha Hiltrop GER Alemanha   | Avani Lekhara IND Índia     |

### Evento Misto
| Evento                                 | Ouro                          | Prata                               | Bronze                              |
| -------------------------------------- | ----------------------------- | ----------------------------------- | ----------------------------------- |
| Pistola 25 metros SH1 (Detalhes)       | Huang Xing CHN China          | Szymon Sowiński POL Polônia         | Oleksii Denysiuk UKR Ucrânia        |
| Pistola 50 metros SH1 (Detalhes)       |                               |                                     |                                     |
| Rifle deitado 10 metros SH1 (Detalhes) | Natascha Hiltrop GER Alemanha | Park Jin-ho KOR Coreia do Sul       | Iryna Shchetnik UKR Ucrânia         |
| Rifle 50 metros SH1 (Detalhes)         |                               |                                     |                                     |
| Rifle deitado 10 metros SH2 (Detalhes) | Dragan Ristić SRB Sérvia      | Vasyl Kovalchuk UKR Ucrânia         | Franček Gorazd Tiršek SLO Eslovênia |
| Rifle 50 metros SH2 (Detalhes)         |                               |                                     |                                     |
| Rifle em pé 10 metros SH2 (Detalhes)   | Philip Jönsson SWE Suécia     | Franček Gorazd Tiršek SLO Eslovênia | Andrea Liverani ITA Itália          |

### Quadro de medalhas
| Ordem | País                       | Medalha de ouro | Medalha de prata | Medalha de bronze |    |
| ----- | -------------------------- | --------------- | ---------------- | ----------------- | -- |
| 1     | CHN China                  | 4               | 2                |                   | 6  |
| 2     | GER Alemanha               | 1               | 1                |                   | 2  |
| 2     | SRB Sérvia                 | 1               | 1                |                   | 2  |
| 4     | IND Índia                  | 1               |                  | 2                 | 3  |
| 5     | IRI Irã                    | 1               |                  |                   | 1  |
| 5     | SWE Suécia                 | 1               |                  |                   | 1  |
| 5     | UAE Emirados Árabes Unidos | 1               |                  |                   | 1  |
| TOTAL | TOTAL                      | 12              | 12               | 12                | 36 |